# Bouzigues
Bouzigues är en kommun i departementet Hérault i regionen Occitanien i södra Frankrike. Kommunen ligger i kantonen Mèze som tillhör arrondissementet Montpellier. År 2022 hade Bouzigues 1 613 invånare.

## Befolkningsutveckling
Antalet invånare i kommunen Bouzigues
Referens:INSEE